# オランダの鉄道路線一覧

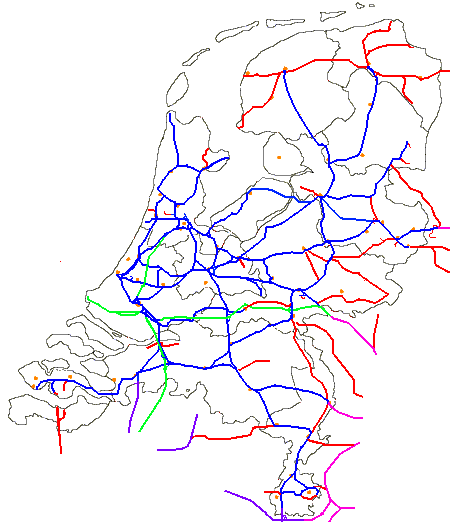
鉄道網の電化状況
1500 V DC
25 kV AC 50 Hz
3000 V DC（ベルギー）
15 kV AC 16,7 Hz（ドイツ）
非電化

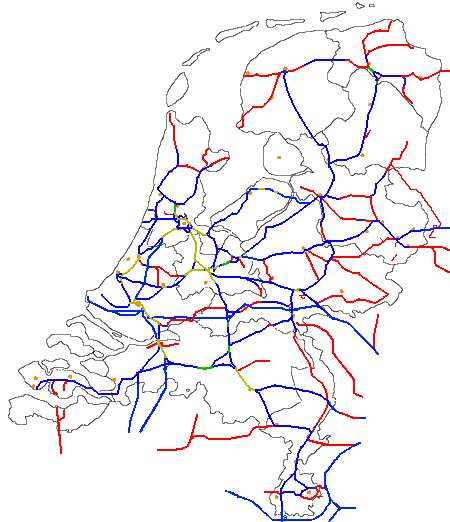
線路数
単線
複線
三線
複々線

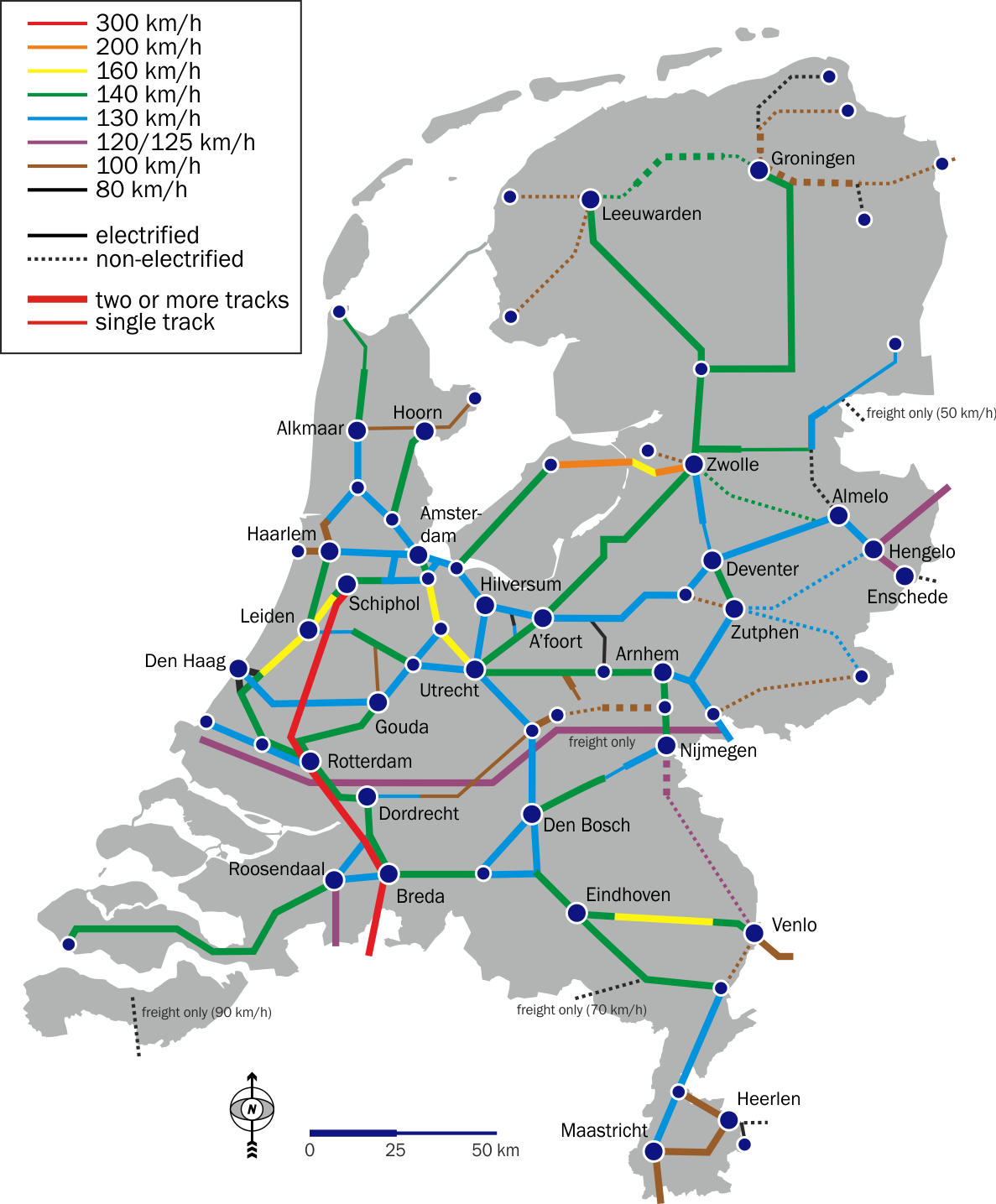
最高速度

オランダの鉄道路線一覧ではオランダの鉄道路線を一覧にしている。

## 概要
オランダは約2,800キロメートル (1,700 mi)に亘る鉄道網を有しており、そのうち3/4は電化されており、1/3は単線である。
オランダに於いては、いくつかのナローゲージを除いて鉄道は標準軌で建設されている。

## 州別
オランダの鉄道路線には高速道路やベルギーの鉄道路線と異なり、番号が付与されていないため、以下に州別に記す。

### フローニンゲン州
- フローニンゲン-デルフゼイル線（英語版）
- ハルリンゲン-ニーヴェスカンス線（英語版）
- イレン-ニーヴェスカンス線（英語版）
- メッペル-フローニンゲン線（英語版）
- サウウェルト-ローデスコール線（英語版）
- スタッズカナール-ザイドブルク線（英語版）

### フリースラント州
- アーネム-レーワルデン線（英語版）
- ハルリンゲン-ニーヴェスカンス線（英語版）
- レーワルデン-スタフォーレン線（英語版）

### ドレンテ州
- アーネム-レーワルデン線（英語版）
- グローナウ-クーフォルデン線（英語版）
- メッペル-フローニンゲン線（英語版）
- ズヴォレ-エメン線（英語版）

### オーファーアイセル州
- アルメロ-ザルツベルゲン線（英語版）
- アペルドールン-デーフェンテル線（英語版）
- アーネム-レーワルデン線（英語版）
- デーフェンテル-アルメロ線（英語版）
- ドゥーティンヘム-ヘンゲロー線（英語版）
- ドルトムント-エンスヘデ線（英語版）
- レリスタット-ズヴォレ線（英語版） (Hanzelijn)
- マリエンベルク-アルメロ線（英語版）
- ユトレヒト-カンペン線（英語版）
- ズトフェン-フラーネルベーク線（英語版）
- ズヴォレ-アルメロ線（英語版）
- ズヴォレ-エメン線（英語版）

### フレヴォラント州
- レリスタット-ズヴォレ線（英語版） (Hanzelijn)
- ヴェースプ-レリスタット線（英語版） (Flevolijn)

### ヘルダーラント州
- アムステルダム-アーネム線（英語版）
- アムステルダム-ズトフェン線（英語版）
- アペルドールン-デーフェンテル線（英語版）
- アーネム-ナイメーヘン線（英語版）
- アーネム-レーワルデン線（英語版）
- ディーレン-アペルドールン線（英語版）
- エルスト-ドルトレヒト線（英語版）
- ケステレン-アメルスフォールト線（英語版）
- ナイメーヘン-クレーヴェ線（英語版）
- ネイケルク-エーデ＝ヴァーヘニンゲン線（英語版）
- ナイメーヘン-フェンロー線（英語版）
- オーファーハウゼン-アーネム線（英語版）
- ロッテルダム-ゼーフェナール線（英語版）
- ティルブルフ-ナイメーヘン線（英語版）
- ユトレヒト-ボクステル線（英語版）
- ユトレヒト-カンペン線（英語版）
- ヴィンテルスヴェイク-ゼーフェナール線（英語版）
- ズトフェン-グラナーベーク線（英語版）

### ユトレヒト州
- アムステルダム-アーネム線（英語版）
- アムステルダム-ズトフェン線（英語版）
- デン・ドルデル-バールン線（英語版）
- デ・ハール-レーネン線（英語版）
- ハルメレン-ブリューケレン線（英語版）
- ヒルフェルスム-ルネッテン線（英語版）
- ケステレン-アメルスフォールト線（英語版）
- ユトレヒト-ボクステル線（英語版）
- ユトレヒト-ロッテルダム線（英語版）
- ユトレヒト-カンペン線（英語版）
- ヴールデン-レーデン線（英語版）

### 北ホラント州
- アールスメール-アムステルダム・ウィレムウパルク線（英語版）
- アムステルダム-ズトフェン線（英語版）
- アムステルダム-アーネム線（英語版）
- アムステルダム-ハーレム-ロッテルダム線（英語版）
- アムステルダム-スキポール線（英語版）
- ハーレム-アイトヘースト線（英語版）
- ハーレム-ザンドヴォールト線（英語版）
- ヘールフゴヴァールト-ホールン線（英語版）
- ヒルフェルスム-ルネッテン線（英語版）
- ホールン-メーデムブリク線（英語版）
- デン・ヘルデル-アムステルダム線（英語版）
- オランダ南高速線
- サントポールト＝ノールト-エイマイデン線（英語版）
- ヴェースプ-リーデ線（英語版）
- ヴェースプ-レリスタット線（英語版） (Flevolijn)
- ザーンダム-エンクホイゼン線（英語版）

### 南ホラント州
- アムステルダム-ハーレム-ロッテルダム線（英語版）
- ブレダ-ロッテルダム線（英語版）
- エルスト-ドルトレヒト線（英語版）
- ゴーダ-アルフェン・アアン・デン・レイン線（英語版）
- ゴーダ-デン・ハーグ線（英語版）
- オランダ南高速線
- ロッテルダム-ゼーフェナール線（英語版）
- スヒーダム-フク・ファン・ホラント線（英語版）
- ユトレヒト-ロッテルダム線（英語版）
- ヴェースプ-レーデン線（英語版）
- ヴールデン-レーデン線（英語版）
- ロッテルダム港線（英語版）

### ゼーラント州
- ゲント-テルネーゼン線（英語版）
- レヴェドルプ-フリッシンゲン線（英語版）
- メヘレン-テルネーゼン線（英語版）
- ローゼンダール-フリッシンゲン線（英語版）

### 北ブラバント州
- アントワープ-ラヘ・ズヴァルヴェ線（英語版）
- ボクステル-ビューデリヒ線（英語版）
- ブレダ-アイントホーフェン線（英語版）
- ブレダ-ロッテルダム線（英語版）
- アイントホーフェン-ヴェールト線（英語版）
- オランダ南高速線
- ナイメーヘン-フェンロー線（英語版）
- ローゼンダール-ブレダ線（英語版）
- ローゼンダール-フリッシンゲン線（英語版）
- ティルブルフ-ナイメーヘン線（英語版）
- ユトレヒト-ボクステル線（英語版）
- フェンロー-アイントホーフェン線（英語版）

### リンブルフ州
- アイントホーフェン-ヴェールト線（英語版）
- ヘールレン-スキン・オプ・グール線（英語版）
- リエージュ-マーストリヒト線（英語版）
- マーストリヒト-ハッセルト線（英語版）
- マーストリヒト-アーヘン線（英語版）
- マーストリヒト-フェンロー線（英語版）
- ナイメーヘン-フェンロー線（英語版）
- スカースベルグ-シンペルフェルト線（英語版）
- シタード-ヘルツォーゲンラート線（英語版）
- フェンロー-アイントホーフェン線（英語版）
- フィアーゼン-フェンロー線（英語版）
- ヴェールト-ルールモント線（英語版）

## 歴史

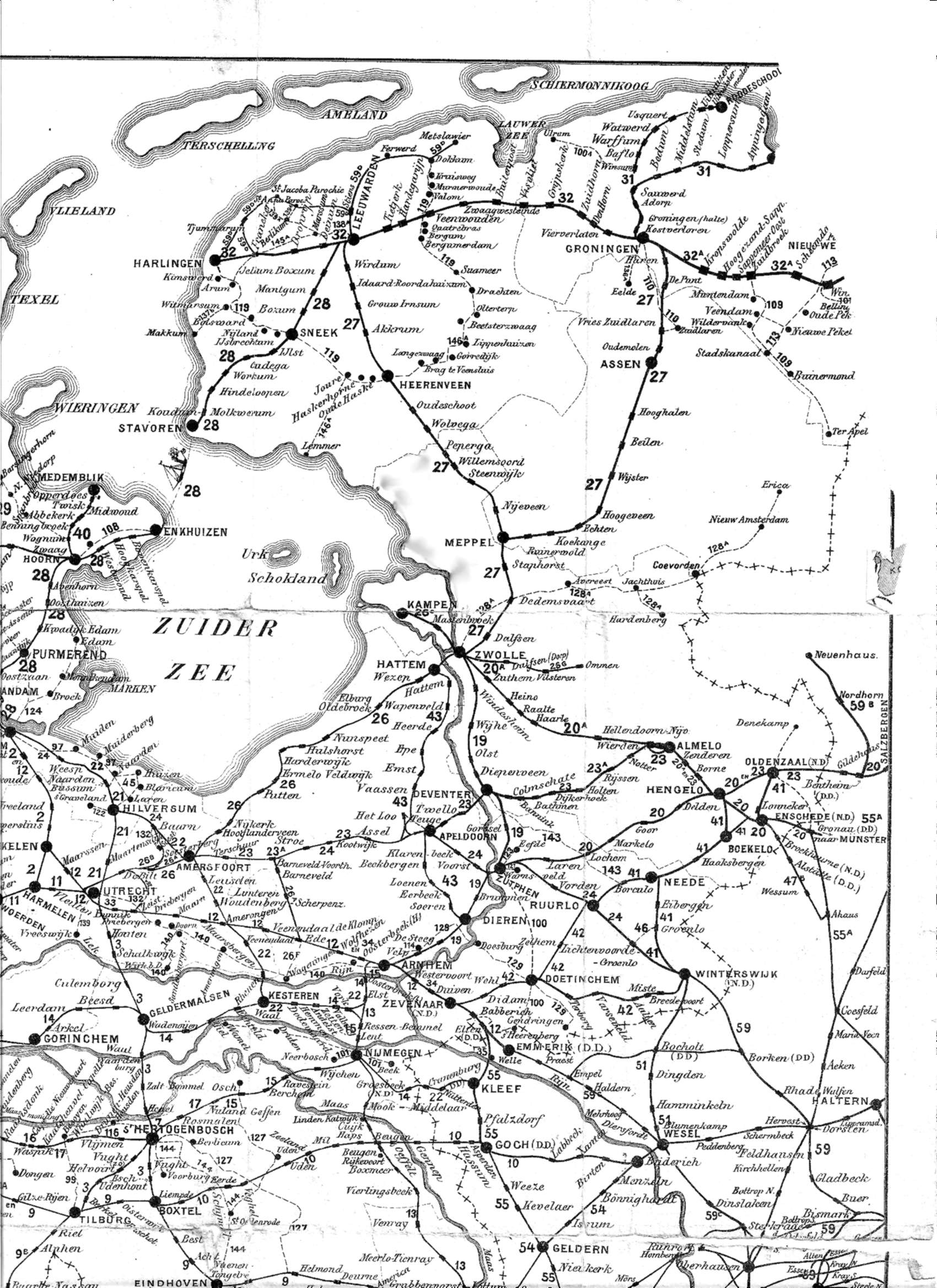
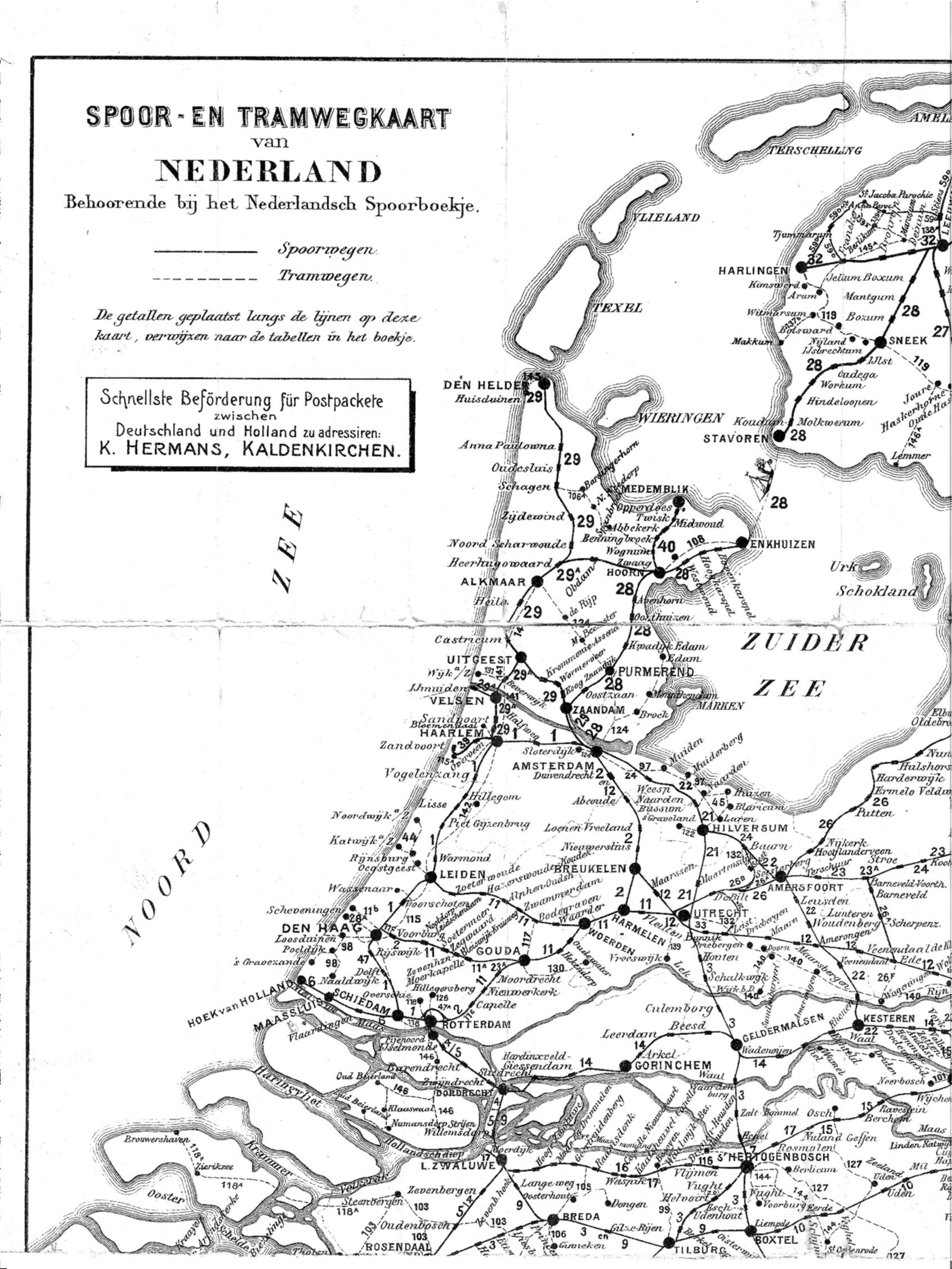
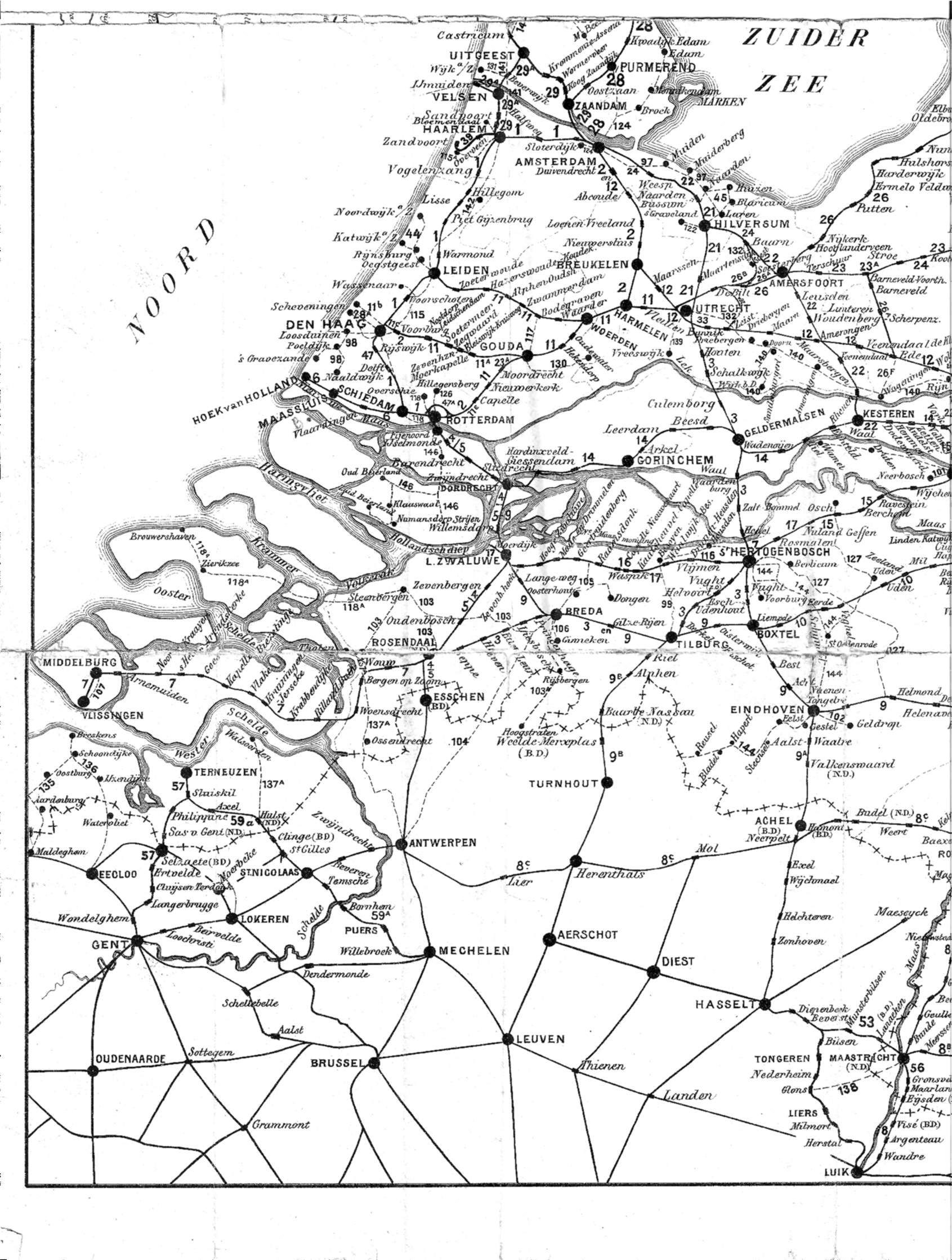
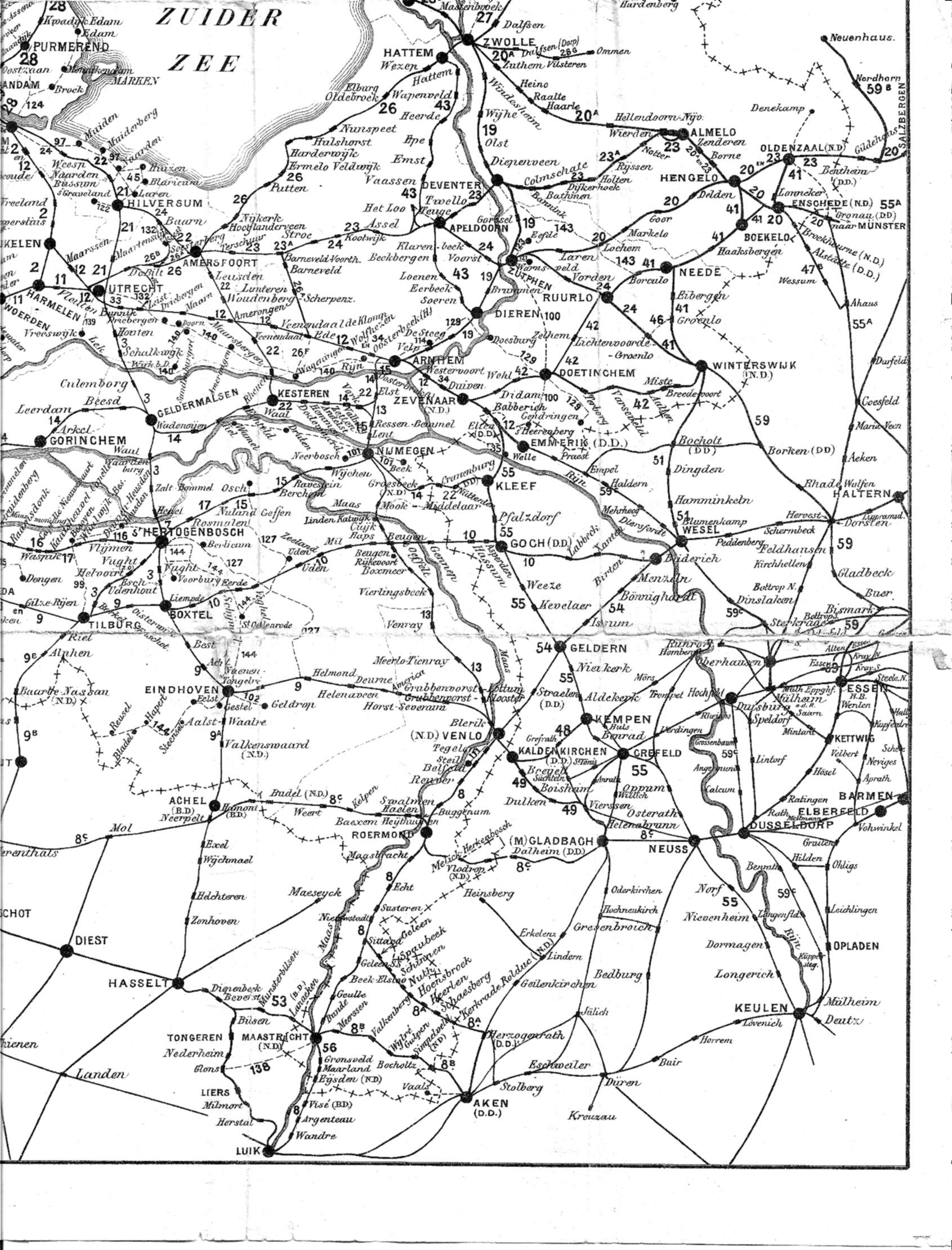

1904当時の鉄道網: